# Jürgen Sell

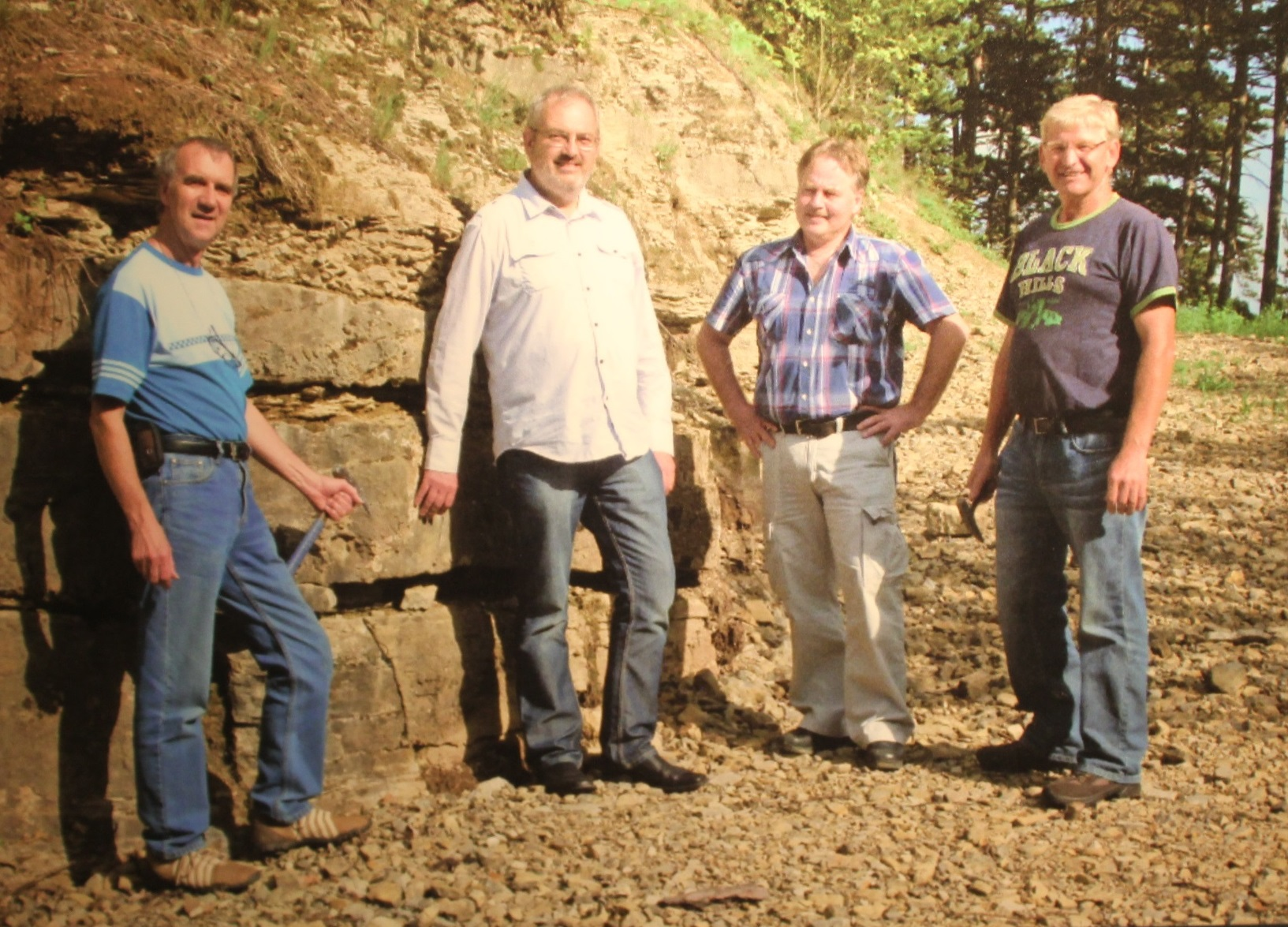
Team der Sammlung Mainfränkische Trias Euerdorf 2013 (v.l.: Michael Henz, Horst K. Mahler, Jürgen Sell und Bernd Neubig)

Jürgen Rudolf Sell (* 25. Juli 1956  in Bad Kissingen) ist ein deutscher Fossiliensammler, Geologe und  Paläontologe.

## Leben
Jürgen Sell, der selbständiger Handwerksmeister war, gehört mit den Amateur-Paläontologen Horst K. Mahler, Michael Henz und Bernd Neubig zur Sammlergruppe SMTE (Sammlung Mainfränkische Trias Euerdorf), die sich auf Fossilien aus der germanischen Trias des mitteleuropäischen Beckens spezialisiert haben. Gemeinsam gründeten sie in ihrer Heimat Euerdorf, in der sie schon seit Jugendzeiten Fossilien sammeln, das 2013 gegründete Museum Terra Triassica  als Ausstellungsort ihrer über 25.000 Fundstücke.
Mit Ilja Kogan (Bergakademie Freiberg) und Ralf Werneburg bearbeitet er Funde des fossilen Fischs Saurichthys in Euerdorf.
Er veröffentlichte unter anderem mit dem russischen Paläoentomologen Alexander Georgijewitsch Ponomarenko über Insekten des Buntsandsteins in Unterfranken und sie arbeiten auch mit auf die Trias spezialisierten Paläontologen wie Léa Grauvogel-Stamm, Ralf Werneburg, Gerd Geyer, Jörg W. Schneider, Klaus-Peter Kelber und neben Ponomarenko auch anderen russischen Wissenschaftlern vom Paläontologischen Institut der Russischen Akademie der Wissenschaften wie Dmitri Jewgenjewitsch Schtscherbakow zusammen.
Zusammen mit Horst K. Mahler beschrieb er mit der vulgaris/costata-Bank einen Leithorizont im Oberen Buntsandstein Nordbayerns und Baden-Württembergs.
Am Saalrangen nordöstlich Euerdorf entdeckte die Sammlergemeinschaft in Gesteinen aus der Zeit der Trias versteinerte Fährten von Dinosaurier-Vorläufern, die heute am Fundort großflächig zu sehen sind und als mittlerweile offiziell ausgewiesenes Geotop zu den 100 schönsten Geotopen von Bayern gerechnet werden.
Er ist Mitglied der Paläontologischen Gesellschaft.

## Erstbeschreibungen
- Saurichthys hoffmanni WERNEBURG, KOGAN & SELL 2014
- Saurichthys minimahleri WERNEBURG, KOGAN & SELL 2014

## Ehrungen
Nach ihm sind benannt:
- 1986 durch H. Walter: Das Spurenfossil Acripes sellensi WALTER 1986, heute: Diplichnites sellensi[5],
- 1993 durch Carsten Brauckmann und Thomas Schlüter: Die Insektengattung Heseneuma BRAUCKMANN & SCHLÜTER 1993[6]
- 2010 durch Heinz Kozur und Jochen Lepper: Der Conchostrake Euestheria albertii mahlerselli KOZUR & LEPPER IN KOZUR & WEEMS, 2010[7] (nach Friedrich von Alberti, Horst K. Mahler und Jürgen Sell)
- 2014 durch Aristov: Das Insekt Hammelburgia selli ARISTOV 2014[8]

Im Jahr 2021 wurde die Sammlergruppe SMTE, deren Mitglied Sell ist, mit dem Kulturehrenbrief des Landkreises Bad Kissingen ausgezeichnet.

## Schriften
- mit H. K. Mahler, M. Henz und B. Neubig: Ceratites (Discoceratites) meissnerianus aus dem mittelfränkischen Oberen Muschelkalk. Geol. Bl. NO-Bayern, 36, Taf. 7, 1986,  S. 149–156
- mit H. K. Mahler, M. Henz und B. Neubig:  Ein Beitrag zur Stratigraphie und Fossilführung der Myophorien-Folge (Trias) im nördlichen Unterfranken. – Naturwiss. Jb. Schweinfurt 8, 1–22, 2 Abb., 2 Taf., Schweinfurt 1990
- mit H. W. Kozur und H. K. Mahler: Stratigraphic and paleobiogeographic importance of the latest Olenekian and Early Anisian conchostracans of Middle Europe. In: S. G. Lucas & M. Morales (eds) The nonmarine Triassic. New Mexico Museum of Natural History and Science Bulletin, 3, 1993, S. 255–259
- mit H. K. Mahler: Die „vulgaris/costata-Bank.“ (Oberer Buntsandstein, Mitteltrias) – ein lithostratigraphisch verwertbarer biostratigraphischer Leithorizont mit chronostratigraphischer Bedeutung. In: H. Hagdorn & A. Seilacher (Hrsg.): Muschelkalk, Schöntaler Symposium 1991, Stuttgart & Korb (Goldschneck) 1993, 3 Abb., S. 187–192.
- mit A. Bashkuev, D. Aristov, A. Ponomarenko, N. Sinitshenkova und H. K. Mahler: Insects from the Buntsandstein of Lower Franconia and Thuringia, Palaeontologische Zeitschrift 86, 2012, S. 175–185
- mit R. Werneburg und I. Kogan: Saurichthys (Pisces: Actinopterygii) aus dem Buntsandstein (Trias) des Germanischen Beckens. In: Semana, 29, 2014, S. 3–35
- mit H. Mahler: Profile im Oberen Buntsandstein (Röt 4-Subformation) von Unterfranken und Südthüringen. In: Naturwissenschaftliches Jahrbuch Schweinfurt, 27, 2015, S. 27–93
- Die Euestheriidae (Conchostraca) des Oberen Muschelkalks und Unteren Keupers von Unterfranken. In: Semana, 33, 2018, S. 55–90